# إملاء (لغة)

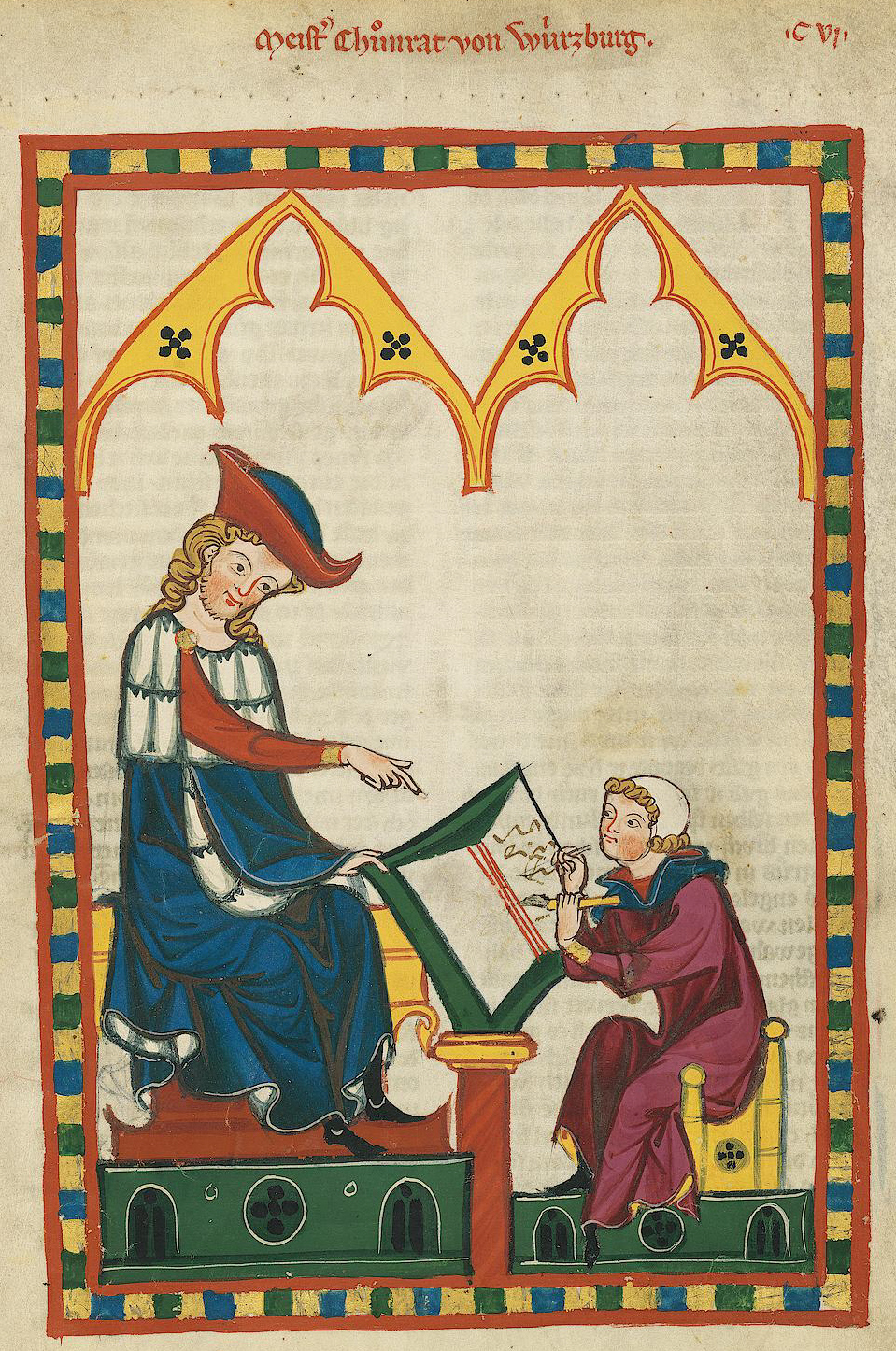

الإملاء هو إلقاء القول على الكاتبَ ليكتبهُ، وهو مصدر فعل أملى يملي، ويُقال كذلك أمللت أمله إملالًا، وربما استعمل الإملاء بمعنى قواعد الكتابة أو التسطير.